# باربرا دلی بیکلند
باربرا دلی بیکلند (انگلیسی: Barbara Daly Baekeland؛ ۲۸ سپتامبر ۱۹۲۱ – ۱۷ نوامبر ۱۹۷۲) شهروند ثروتمند آمریکایی بود که همسر سابق بروکس بیکلند (نوهٔ مخترع باکالیت یعنی لیو هندریک بیکلند) بود. او در لندن به‌دست پسرش آنتونی بیکلند با چاقوی آشپزخانه کشته شد. آنتونی در محل وقوع جنایت پیدا شد و بعداً به قتل خود اعتراف کرد و متهم شد.

## رابطه با فرزند
باربرا بیکلند با پسرش، آنتونی بیکلند، که همجنس‌گرا یا دوجنس‌گرا بود، رابطهٔ پیچیده‌ای داشت و ادعا می‌شود زنا با محارم داشته‌اند. بیکلند سعی کرد با استخدام روسپی‌ها برای داشتن رابطه جنسی با پسرش، او را اصلاح کند. پس از اینکه در اصلاح گرایش پسرش موفق نشد، هنگامی که این دو در تابستان ۱۹۶۸ پس از طلاق باربرا و بروکس در مایورکا زندگی می‌کردند، ادعا شده که باربرا با پسرش روابط نامشروع داشته است.
آنتونی در دوران بلوغ بیش از پیش علائم اسکیزوفرنی با تمایلات پارانویا نشان داد و رفتار نامنظم او باعث نگرانی دوستان خانوادگی شد. او سرانجام به اسکیزوفرنی مبتلا شد. با این حال، پدرش در ابتدا اجازه نداد که او توسط روان‌پزشکان معالجه شود، حرفه‌ای که او معتقد بود «غیراخلاقی» است.